# Copa de la Reina de Baloncesto 1977-78
La Copa de la Reina de Baloncesto 1977-78 corresponde a la 16.ª edición de dicho torneo. Se celebró entre el 28 y el 29 de abril de 1978 en el Palacio de los Deportes de León. Esta temporada vuelve a disputarse la Copa, denominada oficialmente V Campeonato de España Femenino - Copa de S.M. la Reina. Por tanto, todavía no se considera a la competición sucesora del Campeonato de España anterior a la creación de la liga.
Para esta temporada, el Campeonato se disputa una vez terminada la liga entre los 4 primeros clasificados. En esta ocasión participan los cuatro primeros clasificados de la liga, que se enfrentan en León en semifinales y final. El campeón se clasifica para la Copa Ronchetti 1978-79.

## Fase Final
|  | Semifinales         | Semifinales         | Semifinales         |                     |                | Final              | Final              | Final        |  |
|  | 28 de abril         | 28 de abril         | 28 de abril         |                     |                | 29 de abril        | 29 de abril        | 29 de abril  |  |
|  |                     |                     |                     |                     |                |                    |                    |              |  |
|  |                     |                     |                     |                     |                |                    |                    |              |  |
|  | Club de Vacaciones  | Club de Vacaciones  | 77                  |                     |                |                    |                    |              |  |
|  | Club de Vacaciones  | Club de Vacaciones  | 77                  |                     |                |                    |                    |              |  |
|  | Picadero J. C.      | Picadero J. C.      | 91                  |                     |                |                    |                    |              |  |
|  | Picadero J. C.      | Picadero J. C.      | 91                  |                     | Picadero J. C. | Picadero J. C.     | 62                 |              |  |
|  |                     |                     |                     |                     | Picadero J. C. | Picadero J. C.     | 62                 |              |  |
|  |                     |                     | R. C. Celta de Vigo | R. C. Celta de Vigo | 55             |                    |                    |              |  |
|  | Alcalá L'Oreal      | Alcalá L'Oreal      | R. C. Celta de Vigo | R. C. Celta de Vigo | 55             | 69                 |                    |              |  |
|  | Alcalá L'Oreal      | Alcalá L'Oreal      |                     |                     |                | 69                 |                    |              |  |
|  | R. C. Celta de Vigo | R. C. Celta de Vigo | 75                  |                     |                | Tercer lugar       | Tercer lugar       | Tercer lugar |  |
|  | R. C. Celta de Vigo | R. C. Celta de Vigo | 75                  |                     |                | Tercer lugar       | Tercer lugar       | Tercer lugar |  |
|  |                     |                     |                     |                     |                |                    |                    |              |  |
|  |                     |                     |                     |                     |                | Club de Vacaciones | Club de Vacaciones | 81           |  |
|  |                     |                     |                     |                     |                | Club de Vacaciones | Club de Vacaciones | 81           |  |
|  |                     |                     |                     |                     |                | Alcalá L'Oreal     | Alcalá L'Oreal     | 73           |  |
|  |                     |                     |                     |                     |                | Alcalá L'Oreal     | Alcalá L'Oreal     | 73           |  |
|  |                     |                     |                     |                     |                |                    |                    |              |  |

### Final
| 29 de abril de 1978 | Picadero J. C.                     | 62–55       | R. C. Celta de Vigo               |                                                                  |  |
|                     | Marcador por tiempos: 28–30, 34–25 |             |                                   |                                                                  |  |
|                     | Estadísticas Castillo 24           | Reporte Pts | Estadísticas Ángeles Liboreiro 16 | Pabellón: Palacio de los Deportes, León Árbitros: Páez, Urrietzi |  |

| Ganadoras de la Copa de la Reina 1977-78 |
| ---------------------------------------- |
| Picadero J. C. 3º título                 |